# Crespinell estrellat
El crespinell estrellat (Sedum stellatum) és una planta de la família de les crassulaceae.

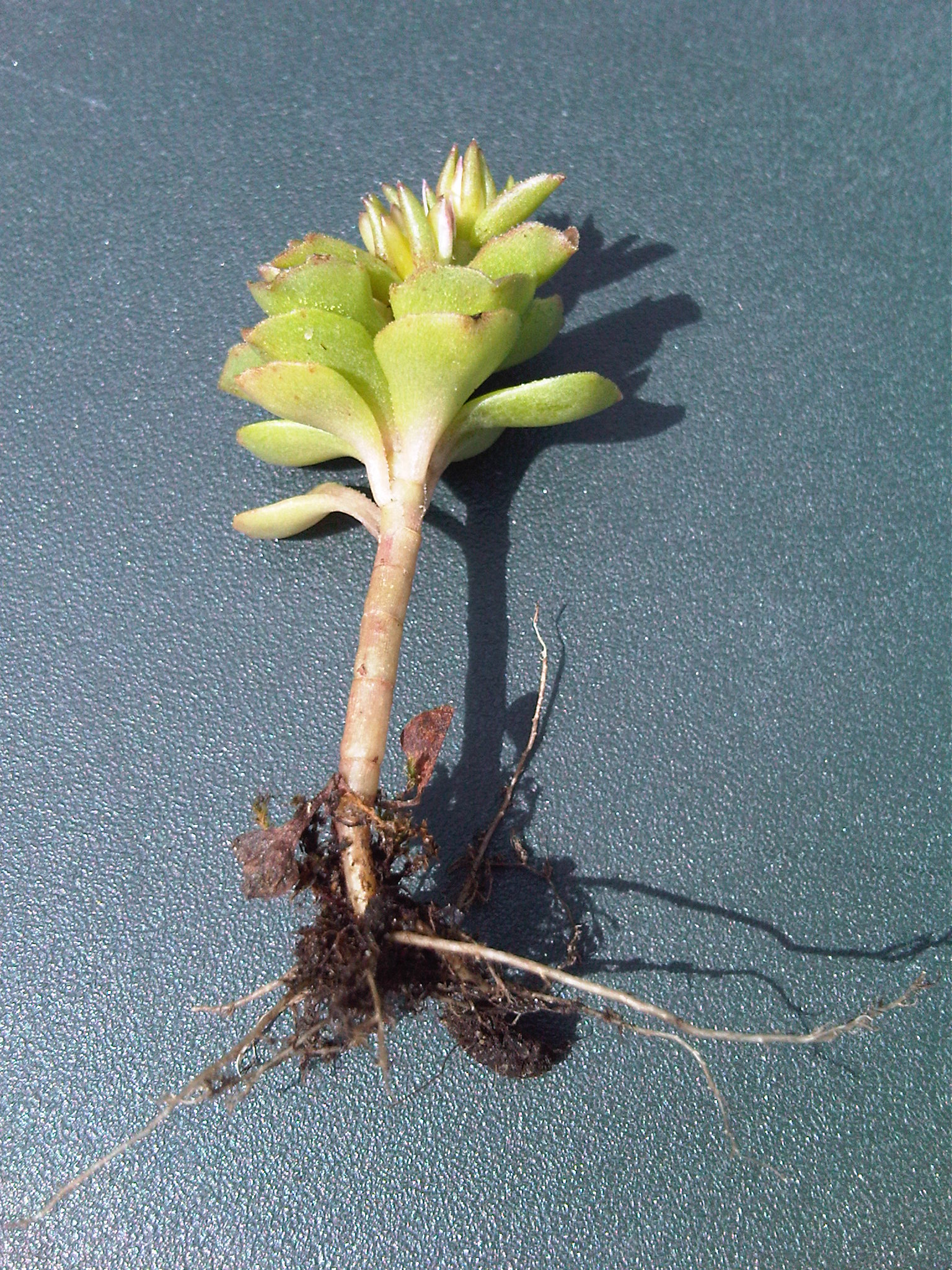
Detall de la planta

## Descripció
Com totes les altres espècies del gènere i de la família, aquesta espècie es troba en zones pedregoses amb poca terra. Es diferencia amb facilitat de les altres espècies de Sedum perquè és de cicle anual i té les fulles planes i disposades en hèlix sobre les tiges. Les flors són rosades i sèssils. És més freqüent en les zones de muntanya que a les zones més baixes i seques. Floreix a finals de la primavera.

## Distribució i hàbitat
Té una distribució mediterrània, on es troba en els prats teròfits, sobre substrats esquelètics.

## Taxonomia
Sedum stellatum va ser descrita per Carl von Linné i publicat a Species Plantarum 1: 431. 1753.
Etimologia
Sedum: nom genèric, simple transposició del llatí sedum-i que en èpoques romanes designava a determinades Crassulaceae (Sempervivum tectorum, Sedum album i Sedum acre), i emprat per Plini el Vell en la seva Hist. Nat, 18, 159.
stellatum: epítet llatí que significa "estrellat".
Sinonímia
- Anacampseros stellata (L.) Haw.
- Asterosedum stellatum (L.) Grulich
- Phedimus stellatus (L.) Raf.[5][6]